# Beni Bechir
Beni Bechir (în arabă بنى بشير) este o comună din provincia Skikda, Algeria.
Populația comunei este de 9.640 de locuitori (2008).